# Berżonka (sielsowiet Dalekie)
Berżonka – dawna kolonia. Tereny, na których była położona, leżą obecnie na Białorusi, w obwodzie witebskim, w rejonie brasławskim, w sielsowiecie Dalekie.
Kolonia leżała nad jeziorem o tej samej nazwie.

## Historia
W czasach zaborów w granicach Imperium Rosyjskiego.
W latach 1921–1939 wieś a następnie kolonia leżała w Polsce, w województwie nowogródzkim (od 1926 w województwie wileńskim), w powiecie dziśnieńskim (od 1926 w powiecie brasławskim), w gminie Bohiń.
Według Powszechnego Spisu Ludności z 1921 roku zamieszkiwało tu 28 osób, 5 było wyznania rzymskokatolickiego a 23 prawosławnego. Jednocześnie 5 mieszkańców zadeklarowały polską przynależność narodową a 23 białoruską. Było tu 5 budynków mieszkalnych. W 1931 w 5 domach zamieszkiwało 41 osób.
Leśniczówka należała do parafii rzymskokatolickiej w m. Zamosze i prawosławnej w Bohiniu. W 1933 podlegała pod Sąd Grodzki w Opsie i Okręgowy w Wilnie; właściwy urząd pocztowy mieścił się w m. Zamosze.